# Maceira (Fornos de Algodres)
Maceira ist eine Gemeinde (Freguesia) im portugiesischen Kreis Fornos de Algodres. In ihr leben 245 Einwohner (Stand 19. April 2021).